# Dado Topić
Dado Topić, właśc. Adolf Topić (ur. 4 września 1949 w Sivericiu) – chorwacki piosenkarz, reprezentant Chorwacji w 52. Konkursie Piosenki Eurowizji w 2007 roku.

## Kariera muzyczna
Dado Topić zaczął swoją karierę muzyczną w latach 70., kiedy to został liderem i wokalistą zespołu Time, grającego rocka progresywnego. W 1972 roku ukazała się ich pierwsza płyta zatytułowana Time, na którą Topić napisał większość utworów. Trzy lata później premierę miał drugi album długogrający grupy pt. Time II, a w 1976 – krążek pt. Život u čizmama s visokom petom.
Od 1970 do końca 1971 roku Topić był wokalistą zespołu Korni grupa, znanego także jako The Kornelyans.
Pod koniec stycznia 1974 roku Topić wydał swój debiutancki singiel „Život moj”, zaś w 1979 roku ukazał się jego pierwszy solowy album zatytułowany Neosedlani. Rok później premierę miał jego drugi album studyjny pt. Šaputanje na jastuku, zaś w 1983 roku nagrał minipłytę zatytułowaną Vodilja we współpracy z zespołem Pepel in kri. W 1984 roku nagrał utwór „Negde izvan planeta” w duecie ze Slađaną Milošević, z którą wziął udział w jugosłowiańskich eliminacjach eurowizyjnych. Pod koniec marca duet wystąpił w finale selekcji i zajął ostatecznie szóste miejsce.
W 1985 roku wziął udział w nagraniu singla „Za milion godina” razem z kilkoma lokalnymi artystami, takimi jak m.in. Alen Islamović, Dragan Jovanović, Dušan Petrović i Željko Bebek. W kolejnym roku wziął udział w jugosłowiańskich eliminacjach eurowizyjnych z utworem „Ljubav”, z którym zajął ostatecznie czwarte miejsce w finale.
W 2001 roku zgłosił się do udziału w chorwackich krajowych eliminacjach Dora z piosenką „Što znaci zbogom”. Na początku marca wystąpił w finale selekcji i zajął ostatecznie 11. miejsce. Rok później premierę miał jego kolejny album studyjny zatytułowany Otok u moru tišine, a w 2005 – płyta pt. Apsolutno sve. W 2007 roku nawiązał współpracę z zespołem Dragonfly, z którym nagrał utwór „Vjerujem u ljubav”. Topić zgłosił numer do udziału w krajowych eliminacjach eurowizyjnych Dora 2007 i ostatecznie zakwalifikował się do stawki konkursowej. 1 marca wraz z zespołem Dragonfly wystąpił w pierwszym półfinale selekcji i awansował do finału, który ostatecznie wygrał po zdobyciu największej liczby punktów w głosowaniu jurorów i telewidzów, dzięki czemu został wybrany na reprezentanta Chorwacji w 52. Konkursie Piosenki Eurowizji. 10 maja wystąpił jako trzynasty w kolejności w półfinale widowiska i zajął ostatecznie 16. miejsce z 54 punktami na koncie, przez co nie zakwalifikował się do finału.
W 2008 roku ukazał się album zatytułowany  I taka nataka, który Topić nagrał we współpracy z zespołem Leb i sol oraz przy gościnnym udziale Sergeja Trifunovicia i Slobodana Trkulji. 23 grudnia tego samego roku ukazała się pierwsza płyta koncertowa piosenkarza zatytułowana Live in Kerempuh.
W czerwcu 2010 roku Topić w parze z Slađaną Milošević wystąpił na festiwalu Pjesma Mediterana organizowanym w Budvie. Duet wykonał wówczas piosenkę „Kad reči zastanu”, która ostatecznie wygrała. W lipcu piosenkarz w duecie z Anitą Popović wziął udział w festiwalu Sunčane Skale, podczas którego wykonali utwór „Govore mojim glasom anđeli”, z którą ostatecznie wygrał z wynikiem 65 punktów.

## Dyskografia

### Albumy studyjne
- Time (1972; z Time)
- Time 2 (1974; z Time)
- Zivot u cizmama s visokom petom (1976; z Time)
- Neosedlani (1979)
- Šaputanje na jastuku (1980)
- Otok u moru tišine (2001)
- Apsolutno sve (2004)

### Albumy koncertowe
- Live in Kerempuh (2008)